# مارسيل كيتل
مارسيل كيتل (بالألمانية: Marcel Kittel)‏ ولد بتاريخ 11 مايو 1988 في آرنشتات، ألمانيا الشرقية، هو دراج ألماني في صنف سباق الدراجات على الطريق.

## سجل النتائج

### سباقات أو مراحل فاز بها
- طواف فرنسا
- طواف إسبانيا
- طواف إيطاليا

## وصلات خارجية
- الموقع الرسمي

## روابط خارجية
- مارسيل كيتل على موقع الاتحاد الدولي للدراجات (الإنجليزية)
- مارسيل كيتل على موقع أرشيف الدراجات (الإنجليزية)
- مارسيل كيتل على موقع إحصائيات الدراجات الإحترافية (الإنجليزية)
- مارسيل كيتل على موقع نسبة الدراجات (الإنجليزية)
- مارسيل كيتل على موقع CycleBase (الإنجليزية)